# Andrea Marcon

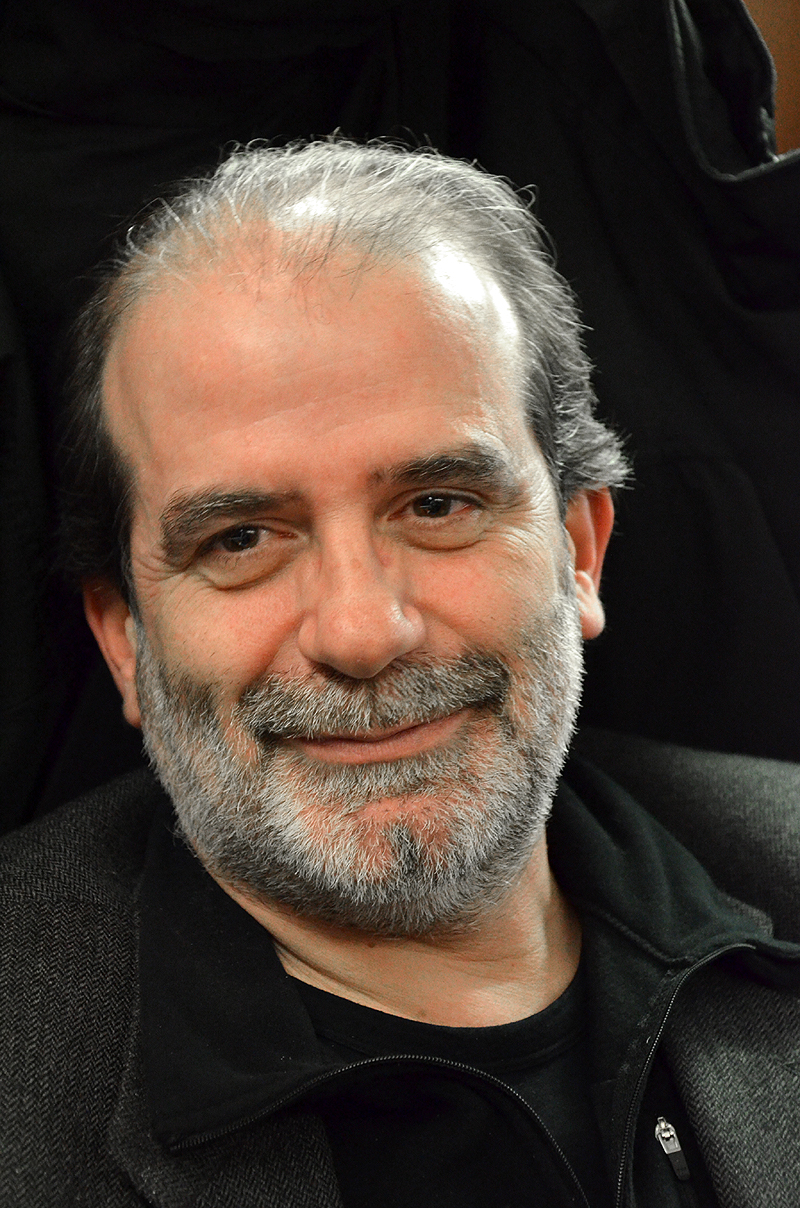
Andrea Marcon

Andrea Marcon (Treviso, 6 febbraio 1963) è un clavicembalista, organista e direttore d'orchestra italiano.

## Biografia
Andrea Marcon ha iniziato giovanissimo gli studi musicali nella sua città natale. A dodici anni era voce bianca solista della Cappella Musicale del Duomo di Treviso, divenendone poi l'organista principale dal 1979 al 1982. I suoi studi musicali proseguirono a Venezia, Castelfranco Veneto e a Basilea presso la Musik Akademie der Stadt Basel -  Schola Cantorum Basiliensis, dove si trasferisce dal 1983 al 1987 diplomandosi in organo, clavicembalo, musica antica e prassi esecutive.
Grazie ai numerosi organi storici presenti a Treviso, sin dalla metà degli anni Settanta si interessa alle tastiere antiche e alle antiche prassi esecutive. Suoi insegnanti furono tra gli altri Vanni Ussardi (pianoforte), Jean-Claude Zehnder (organo storico e clavicembalo), Hans Martin Linde (direzione), Jordi Savall (musica da camera).
Di particolare importanza furono inoltre gli incontri con Gustav Leonhardt, Harald Vogel, Ton Koopman, Hans van Nieuwkoop, Jesper Bøje Christensen, Luigi Ferdinando Tagliavini.
Ha ottenuto riconoscimenti e premi in alcuni concorsi nazionali ed internazionali di organo e clavicembalo: Roma, Bruges, il primo premio al concorso d'organo Paul Hofhaimer di Innsbruck nel 1986, il primo premio al concorso clavicembalistico di Bologna nel 1991.
Negli anni '80 e '90 compie ripetuti viaggi di studio alla scoperta dei più importanti organi storici europei, in particolare in Sassonia e nel nord della Germania, svolgendo al tempo stesso attività concertistica all'organo e al clavicembalo.
È l'ideatore del Festival Organistico Internazionale "Città di Treviso" (1988), diretto in veste di direttore artistico per venticinque anni, e del Network ECHO (European Cities of Historical Organs, 1997).
Nel 1982 è tra i fondatori e l'ispiratore dei Sonatori de la Gioiosa Marca, tra i primi gruppi italiani a specializzarsi sugli strumenti originali, in musica antica e nelle antiche prassi esecutive.
Nel 1997 costituisce a Venezia la Venice Baroque Orchestra in collaborazione con l'Accademia di San Rocco con l'intento di proporre capolavori dimenticati ed inediti del barocco veneziano.
Dirige produzioni operistiche nei teatri di Francoforte, Amsterdam, Venezia, Madrid, Oviedo, Basilea, Aix-en-Provence, Mosca. Tra le più significative L'Orfeo di Claudio Monteverdi nel 2007 a Cremona (regia di Andrea Cigni) nel quarto centenario della prima esecuzione. E di Händel si ricordano la prima esecuzione statunitense del Siroe a New York nel 2004 (regia di Jorge Lavelli), l'Ariodante nel 2015 ad Aix-en-Provence (regia di Richard Jones) e nel 2016 l'inaugurazione del Festival d'Aix-en-Provence con Alcina (regia di Katie Mitchell). La stessa Alcina sarà poi replicata nel 2018 e nel 2019 al Bol'šoj di Mosca, riscuotendo un grandissimo successo.
Nel 2017 il New York Times ha recensito l'esecuzione della Juditha Triumphans di Antonio Vivaldi (nel trecentenario della prima esecuzione) diretta alla Carnegie Hall di New York con la Venice Baroque Orchestra definendolo uno dei migliori concerti di musica classica ascoltati a New York nel 2017.
In ambito concertistico svolge da quarant'anni attività come solista e direttore d'orchestra invitato da varie orchestre quali Berliner Philharmoniker, Orchestra sinfonica della radio bavarese, Münchner Philharmoniker, Mahler Chamber Orchestra, Orchestra sinfonica di Bamberga, Orchestra del Gran Teatro La Fenice, Bremer Philharmoniker, Orchestra sinfonica di Basilea, Orchestre de Chambre de Paris, Orquestra Ciudad de Granada, Orchestra Mozarteum di Salisburgo, Camerata Salzburg, Deutsches Symphonie Orchester Berlin, Konzerthausorchester Berlin, Orchestra Sinfonica di Stavanger, Wiener Tonkünstler e Orchestra Sinfonica di Vienna, dalle orchestre sinfoniche delle radio nazionali tedesche HR, WDR, SWR, RBB e le orchestre specializzate su strumenti originali Freiburger Barockorchestrer, Orquestra Barocca de Sevilla, Concerto Köln e La Cetra Basel, di cui è attualmente direttore artistico.
Dal 2007 al 2010 ha collaborato assieme a Michael Sanderling in veste di direttore artistico della Kammerakademie Potsdam e dell'Oriol Ensemble di Berlino e dal 2012 al 2020 è stato direttore artistico dell'Orquestra Ciudad de Granada, con la quale ha diretto e interpretato negli ultimi anni Sinfonie di Haydn, Mozart, Beethoven, Schubert, Mendelsshon, Schumann e Brahms.
Ha inciso più di 75 CD, registrazioni che spesso hanno ottenuto riconoscimenti, inclusi due nominations ai Grammy Awards di Los Angeles, effettuate con varie etichette quali Deutsche Grammophone, Sony Classical, Erato, Warner, Arcana e altre. Ha pubblicato inoltre composizioni inedite di Girolamo Frescobaldi e Claudio Merulo
Cospicue le prime esecuzioni e riscoperte di autentici capolavori, in particolare della scuola veneziana, ancora poco conosciuti o totalmente inediti. Si ricordano l'Orione di Francesco Cavalli, la Concordia dei Pianeti di Antonio Caldara, la Cantata Irene sdegnata di Alessandro Marcello, la Serenata Morte di Adone e l’Oratorio Il Trionfo della Musica e della Poesia di Benedetto Marcello, la Serenata-Pasticcio Andromeda Liberata di Antonio Vivaldi, Nicolò Porpora, Benedetto Marcello, Giovanni Porta ed altri compositori veneziani,  l'Olimpiade di Baldassare Galuppi, l’ Olimpiade di Domenico Cimarosa, l'Atenaide di Antonio Vivaldi, la musica di Manuel Garcia (padre di Maria Malibran e Pauline Viardot), nonché musica strumentale di Alessandro Marcello e Giuseppe Tartini. Di Antonio Vivaldi ha anche registrato in prima assoluta, assieme a Giuliano Carmignola e la Venice Baroque Orchestra, quindici concerti per violino e orchestra ponendo in particolare rilievo l’ultima attività compositiva del Prete rosso.
Numerose le collaborazioni con Magdalena Kozena, Anne Sophie von Otter, Cecilia Bartoli, Patricia Petibon, Ann Hallenberg, Anna Netrebko, Sara Mingardo, Philippe Jaroussky, Jakub Orlinsky, Carlos Mena, Andreas Scholl, Viktorija Mullova, Chouchane Sirannossian, Sergey Malov, Maria Dueñas, Katia e Marielle Labèque, Francesco Piemontesi, Gautier Capuçon, Pablo Fernandez, Paolo Tagliamento.
Dopo essere stato docente nei conservatori italiani (Vicenza, Mantova, Foggia, Trento) nel 2012 è stato nominato professore titolare della cattedra di clavicembalo presso il Mozarteum di Salisburgo ed è attualmente professore ordinario della cattedra di clavicembalo, organo e prassi esecutive presso la Musik Akademie der Stadt Basel - Schola Cantorum Basiliensis. Numerosi i suoi allievi che si sono contraddistinti, fra questi ricordiamo Benjamin Alard, Jörg Halubeck, Tobias Lindner, Johannes Keller, Vincent Bernard, Dubee Sohn, Luca Scandali, Andrea Buccarella, Marco Ruggeri, Erich Traxler, Matthias Maierhofer, Alina Ratkowska, Magdalena Malec.
Ha tenuto corsi di perfezionamento e seminari in tutta Europa, Giappone, Corea e per le Accademie Superiori di Musica di Parigi, Tolosa, Lione, Helsinki, Göteborg, Malmö, Copenaghen, Lubecca, Amburgo, Dublino e per il Royal College of Organists di Londra. È stato inoltre per due anni docente ospite per le classi d’organo del Conservatorio Sweelinck di Amsterdam.
È inoltre regolarmente invitato nelle giurie di alcuni concorsi internazionali di organo e clavicembalo. Nel 2017 la Fondazione Cariverona gli ha conferito l’incarico di direttore responsabile delle attività musicali e nel 2018 viene premiato dal comune di Treviso per meriti artistici e culturali con il prestigioso premio cittadino Totila d'oro. Sempre nel 2018 gli viene conferito l'incarico di direttore artistico dell'ambizioso progetto veneziano Teatro San Cassiano 1637 con il fine della ricostruzione di quello che fu il primo teatro d'opera pubblico.
Nel 2019 è l’ideatore per Fondazione Cariverona di Voci Olimpiche, concorso internazionale dedicato all’opera barocca organizzato e svolto presso il Teatro Olimpico di Vicenza. Nel maggio 2021 la città di Halle gli conferisce il Premio Handel.
Attualmente è docente di clavicembalo ed organo e prassi esecutiva presso la Schola Cantorum Basiliensis e partecipa, come insegnante, a diversi corsi di perfezionamento in molte città europee.

## Discografia selezionata
- 1991 – Alessandro Scarlatti, Works for organ and harpsicord[21] (Divox)
- 1992 – Festal music for 3 organs and organ for 4 hands – The three organs of the Monastery church at Mariastein con Anneros Hulliger, Philip Swanton (Koch)[22]
- 1995 – L’eredità frescobaldiana vol. 1 (Divox)[23]
- 1997 – The italian cornetto con Doron David Sherwin (Arts)[24]
- 1998 – Ludwig van Beethoven, Volkslieder Weltliche Vokalwerke, con Diego Fasolis, Coro della Radio Svizzera (Arts)[25]
- 1999 – L’eredità frescobaldiana vol. 2 (Divox)[26]
- 1999 – Girolamo Frescobaldi (Divox)[27]
- 2000 – Domenico Scarlatti, Sonate per organo (Divox)[28]
- 2000 – Johann Sebastian Bach, Heyday in Weimar (Hanssler)[29]
- 2000 – Johann Sebastian Bach, Organ works, New ideas in Weimar, (Hanssler)[30]
- 2000 – Johann Sebastian Bach, Organ works, Ohrdruf, Lüneburg & Arnstadt (Hanssler)[31]
- 2000 – Antonio Vivaldi, Le quattro stagioni/tre concerti per violino con Giuliano Carmignola, Venice Baroque Orchestra (Sony)[32]
- 2000 – Antonio Vivaldi, Sonate per violoncello con Anner Bijlsma (Alliance)[33]
- 2001 – Antonio Vivaldi, Late violin concertos con Giuliano Carmignola, Venice Baroque Orchestra (Sony)[34]
- 2001 – Canzon del principe, con The earle his viols, Evelyn Tubb, Paolo Pandolfo (Divox)[35]
- 2002 – Johann Sebastian Bach, Sonate per violino e cembalo, con Giuliano Carmignola (Sony Classical)[36]
- 2002 – Antonio Vivaldi, Late Vivaldi Concertos: RV 386 RV 235 RV 296 RV 258 RV 389 RV 251 con Giuliano Carmignola, Venice Baroque Orchestra[37]
- 2002 – Johann Sebastian Bach, Vernugte ruh. Bach arias con Angelika Kirchschlager, Giuliano Carmignola, Venice Baroque Orchestra (Sony)[38]
- 2003 – 3 centuries of italian organ music (Divox)[39]
- 2003 – Antonio Vivaldi, Le quattro stagioni con Giuliano Carmignola, Venice Baroque Orchestra (Sony)[40]
- 2004 – Johann Sebastian Bach, Drei Sonaten für Viola da Gamba und obligates Cembalo BWV 1027-29[41]
- 2004 – Antonio Vivaldi, Andromeda liberata con Anna Bonitatibus, Max Emanuel Cenčić, Katerina Beranova, Simone Kermes, Mark Tucker, Venice Baroque Orchestra, La Stagione armonica (Deutsche Grammophon)[42]
- 2005 – Vivaldi, Locatelli, Tartini. Concerto veneziano con Giuliano Carmignola, Venice Baroque Orchestra (Deutsche Grammophon)[43]
- 2006 – Monza, I nuovi organi del Duomo con Luca Scandali (Motette)
- 2006 – Antonio Vivaldi, Concertos for violin, strings and continuo con Giuliano Carmignola, Venice Baroque Orchestra (Deutsche Grammophon)[44]
- 2006 – Antonio Vivaldi, Sinfonie per archi con Venice Baroque Orchestra (Deutsche Grammophon)[45]
- 2007 – Antonio Vivaldi, Mottetti RV 627,RV 632, RV 630, RV 626, con Simone Kermes, Venice Baroque Orchestra (Deutsche Grammophon)[46]
- 2008 – 18th Century Venetian organ art (Divox)[47]
- 2008 – Alessandro Marcello, Concerto for oboe and strings. Unpublished Concertos and Cantatas con Venice Baroque Orchestra (Arts)[48]
- 2008 – Antonio Vivaldi, Concertos for two violins con Giuliano Carmignola, Viktoria Mullova, Venice Baroque Orchestra (Deutsche Grammophon)[49]
- 2008 – Antonio Vivaldi, Amor profano. Vivaldi arias con Simone Kermes, Venice Baroque Orchestra (Deutsche Grammophon)[50]
- 2008 – Ah mio cor! Haendel arias con Magdalena Kožená, Venice Baroque Orchestra (Deutsche Grammophon)[51]
- 2009 – Concerto italiano con Giuliano Carmignola, Venice Baroque Orchestra (Deutsche Grammophon)[52]
- 2009 – Barockstar: Georg Friedrich Händel con Christopher Hogwood, Trevor Pinnock (Arthaus)[53]
- 2010 – Rosso. Italian baroque arias con Patricia Petibon, Venice Baroque Orchestra (Deutsche Grammophon)[54]
- 2010 – Manuel Garcia, El poeta calculista con Ruth Rosique, Mark Tucker, Orquesta Ciudad de Granada (Almaviva)[55]
- 2010 – Organ masters of the Italian renaissance (Divox)[56]
- 2010 – Magdalena Kozena: Vivaldi con Magdalena Kožená, Venice Baroque Orchestra (Deutsche Grammophon)[57]
- 2011 – Romantic organ works (Divox)[58]
- 2011 – Simone Kermes sings Vivaldi con Simone Kermes, Venice Baroque Orchestra (Deutsche Grammophon)[59]
- 2011 - Mozart's Garden con Mojca Erdmann, La Cetra Barockorchester Basel (Deutsche Grammophon)[60]
- 2012 – Nouveau monde. Baroque arias and songs con Patricia Petibon, La Cetra (Deutsche Grammophon)[61]
- 2013 – Arias for Farinelli by Nicola Porpora con Philippe Jaroussky, Cecilia Bartoli, Venice Baroque Orchestra (Erato)[62]
- 2013 – Baldassare Galuppi, L’Olimpiade con Mark Tucker, Ruth Rosique, Roberta Invernizzi, Romina Basso, Venice Baroque Orchestra (2 DVD Dynamic, prima registrazione assoluta)[63]
- 2014 – Antonio Caldara, La concordia dei pianeti con Daniel Behle, Veronica Cangemi, Ruxandra Donose, Franco Fagioli, Delphine Galou, Carlos Mena, Luca Tittoto, La Cetra (Deutsche Grammophon)[64]
- 2015 – Georg Friedrich Händel, Alcina con Philippe Jaroussky, Patricia Petibon, Anna Prohaska, Katarina Bradic, Choeur de l’Opera de Perm, Freiburger Barockorchester[65]
- 2015 – Giuliano Carmignola: the Sony Recordings con Giuliano Carmignola (Sony)[66]
- 2016 – Monteverdi con Magdalena Kozena, Anna Prohaska, David Feldman, Jakob Pilgram, Michale Feyfar, Luca Tittoto, La Cetra (Deutsche Grammophon)[67]
- 2017 – Georg Friedrich Händel – Parnasso in festa con La Cetra (Pentatone)[68]
- 2020 - Giuseppe Tartini: Violin Concerto con Chouchane Siranossian, Venice Baroque Orchestra[69]
- 2024 - Johann Sebastian Bach: Messa in Si minore, La Cetra Barockorchester & Vokalensemble Basel

## Pubblicazioni
- Andrea Marcon, Armin Gaus, Girolamo Frescobaldi "Fioretti del Frescobaldi", Edition Gaus[70]
- Andrea Marcon, Armin Gaus, Ricercari d’intavolatura d’organo mit einem Vergleich der beiden Ausgaben von Claudio Merulo (1567) und Angelo Gardano (1605), Zimmern ob Rottweil, Edition Gaus, 1995[71]

## Premi e riconoscimenti
- 1985 - International Bach-Händel Competition (Bruges,Belgio)
- 1986 - Paul Hofhaimer Organ Competition. Primo premio (Innsbruck, Austria)
- 1991 - Concorso clavicembalistico di Bologna. Primo premio (Bolonia, Italia)
- 1996 - Premio Internazionale del Disco "Antonio Vivaldi" per la Musica Antica Italiana, per il disco L’eredità frescobaldiana (Fondazione Cini - Venezia, Italia)
- 1996 - Preis der deutschen Schallplattenkritik nella categoria Musica per clavicembalo e organo, per il disco L’eredità frescobaldiana
- 1997 - Preis der deutschen Schallplattenkritik nella categoria Musica per clavicembalo e organo, per il disco Domenico Scarlatti: Sonatas for Organ
- 2000 - Diapason d’Or, per il disco Vivaldi: le quattro stagioni
- 2001 - Diapason d'Or, per il disco Vivaldi: Late Violin Concertos
- 2001 - Choc de l'année du Monde de la musique, per il disco Vivaldi: Late Violin Concertos
- 2001 - Premio ECHO Klassik nella categoria Concerto registrazione dell’anno, conferito dalla critica tedesca, per il disco Vivaldi: le quattro stagioni
- 2002 - Premio ECHO Klassik nella categoria Ensemble/Orchestra dell’anno, conferito dalla critica tedesca, per il disco Vivaldi: Late Violin Concertos
- 2003 - Diapason d'Or, per il disco Locatelli: L'Arte del Violino Op. 3 Concertos No. 1, 2, 10, 11
- 2003 - Preis der Deutschen Schallplattenkritik nella categoria Canzone e recital vocale, per il disco Bach: Arias[72]
- 2004 - Preis der Deutschen Schallplattenkritik nella categoria Musica per clavicembalo e organo, per il disco Masters of the Italian Renaissance[73]
- 2007 - Preis der Deutschen Schallplattenkritik nella categoria Canzone e recital vocale, per il disco Amor sacro. Antonio Vivaldi: Mottetti[74]
- 2007 - Premio Edison Klassiek nella categoria Barroco, conferito dalla critica olandese, per il disco Vivaldi: Concerti e Sinfonie per Archi[75]
- 2009 - Diapason d'Or, per il disco Vivaldi: Concertos for Two Violins   2009 - Preis der Deutschen Schallplattenkritik nella categoria de Recital vocale, per il disco Magdalena Kožená: Vivaldi
- 2010 - Premio Lirico Teatro Campoamor nella categoria Direzione musicale, conferito dalla critica spagnola, per Ariodante di Haendel[76]
- 2014 - Premio Gramophone, nella categoria Concerto, per il disco Farinelli: Porpora Arias
- 2014 - Nomination[77] ai Grammy Awards, per il disco Farinelli: Porpora Arias con Philippe Jaroussky e Cecilia Bartoli
- 2016 - Nomination[77] ai Grammy Awards, per il disco Monteverdi con Magdalena Kozena
- 2017 - Premio all'Italianità per la Cultura del Com.It.Es di Madrid - Comites Spagna[78]
- 2018 - Premio Totila d'oro della città di Treviso[17]
- 2018 - Russian Opera Award Casta Diva[79]
- 2021 - ICMA, per il disco Giuseppe Tartini: Violin Concertos[80]
- 2021 - Premio Handel della città di Halle[81], fondazione Händel
- 2021 - Premio Abbiati del disco per il disco Giuseppe Tartini: Violin Concertos[82]